# Ramón Mayner

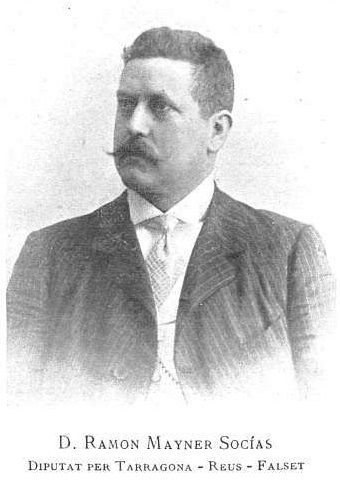
Ramón Mayner Socías, La Ilustració Catalana, Barcelona, 20 de mayo de 1906, año IV, n.º 155. Fotografía aparecida también en el folleto Solidaritat Catalana (Recort de las festas del homenatge), Barcelona 20 de maig de 1906.

Ramón Mayner Socias (Reus, 1867-1921) fue un banquero y político de Cataluña, España. Militante republicano, fue diputado al Congreso en la provincia de Tarragona en las elecciones generales de 1903 y 1905. En las elecciones de 1907 y 1910, fue nuevamente elegido, esta vez dentro de la candidatura de Solidaridad Catalana.